# Cynanchum acutum
Cynanchum acutum är en oleanderväxtart. Cynanchum acutum ingår i släktet Cynanchum och familjen oleanderväxter.

## Underarter
Arten delas in i följande underarter:
- C. a. acutum
- C. a. sibiricum